# Jadreški
Jadreški (wł. Giadreschi) – wieś w Chorwacji, w żupanii istryjskiej, w gminie Ližnjan. W 2011 roku liczyła 501 mieszkańców.